# Emilian Lundraxhiu
Emilian Lundraxhiu (sinh 9 tháng 5 năm 1994) là một cầu thủ bóng đá Albania thi đấu cho KF Erzeni ở vị trí hậu vệ.